# Saint-Hilaire (Allier)
Saint-Hilaire é uma comuna francesa na região administrativa de Auvérnia-Ródano-Alpes, no departamento Allier. Estende-se por uma área de 20,52 km². Em 2010 a comuna tinha 545 habitantes (densidade: 26,6 hab./km²).